# Rotala fluitans
Rotala fluitans là một loài thực vật có hoa trong họ Lythraceae. Loài này được Pohnert miêu tả khoa học đầu tiên năm 1954.